# Ушбастау
Ушбастау (каз. Үшбастау, до 2021 г. — 20 лет Казахской ССР) — село в Казыгуртском районе Туркестанской области Казахстана. Входит в состав Жанабазарского сельского округа. Код КАТО — 514035600.

## Население
В 1999 году население села составляло 634 человека (328 мужчин и 306 женщин). По данным переписи 2009 года в селе проживало 735 человек (380 мужчин и 355 женщин).